# SCID
Těžké kombinované imunodeficience (SCID - Severe Combined Immunodeficiency Disease) patří k nejzávažnějším formám primárních imunodeficiencí. Onemocnění postihuje složky přirozené i adaptivní imunity. V periferní krvi prakticky chybí T lymfocyty, ale postižené mohou být i B lymfocyty a NK buňky. SCID se projevuje především během prvních měsíců života. Kojenci mají zvýšenou náchylnost k infekcím, které mají silný a recidivující průběh. Pacienti jsou citliví i na běžné oportunní mikroorganismy. Velkým nebezpečím je očkování živými vakcínami (BCG vakcína), jež může způsobit vážné onemocnění a komplikace. Léčba spočívá v transplantaci kmenových buněk krvetvorby (HSCT). Bez léčby pacienti umírají do jednoho roku života.
Incidence SCID je 1 pacient na 50 000 až 100 000 porodů.

## Příčiny onemocnění
Těžké kombinované imunodeficience patří do heterogenní skupiny onemocnění. Přibližně 50 % všech SCID případů jsou vázané na X chromozom (mutace genu pro γ řetězec). Zbývajících 50 % onemocnění jsou různé formy autozomálně recesivního SCID (deficit JAK3, deficit ADA). Jednotlivé příčiny onemocnění budou dále probrány u konkrétních typů SCID.

## Diagnostika
Jelikož je SCID onemocnění vzácné, často uniká pozornosti. Projevy onemocnění se začínají manifestovat po 6 měsíci života kojence. Do té doby je dítě chráněno protilátkami od matky.
Mezi hlavní diagnostická kritéria patří lymfopenie s koncentrací lymfocytů < 3000/mm3 nebo méně než 20 % T lymfocytů CD3+. Dále maternofetální engraftment T lymfocytů. To znamená, že v cirkulaci kojence jsou přítomné matčiny lymfocyty (většinou cytotoxické CD8+, méně často pomocné CD4+), které mohou způsobit reakci štěpu proti hostiteli (GvH).

## Léčba
Účinnou léčbou je transplantace kmenových buněk krvetvorby. Úspěšnost transplantace při shodném HLA je více než 90 %. V případě neúplně identity HLA úspěšnost klesá k 70–80 %.
Po úspěšné transplantaci dochází k plné obnově imunitního systému. U většiny pacientů však často přetrvává deficit B lymfocytů, proto jsou dále celoživotně léčeni pravidelnou substituční terapií imunoglobuliny. Genová terapie je stále ve stádiu experimentů.

## Hlavní typy SCID

### skupina T-, B+
- SCID X – vázaný (T-, B+, NK-)

Onemocnění je způsobené mutací genu pro γ řetězec receptoru interleukinu 2 (IL-2). Tento řetězec je dále významnou součástí dalších receptorů pro interleukiny (IL-4, IL-7, IL-9, IL-15, IL-21). Pacientům chybí T lymfocyty i NK buňky. Počet B lymfocytů je zachován, avšak jejich funkce je omezena.
Díky lokalizaci na X chromozomu postihuje onemocnění častěji chlapce než dívky.
- SCID způsobený poruchou Janusovy kinázy (JAK3), (T-,B+, NK-)

Fenotypově je onemocnění podobné X-vázané formě, není však vázané na X chromozom. Jedná se o autozomálně recesivní onemocnění způsobené mutací JAK3 genu, který kóduje Janusovu kinázu. Hlavní funkcí JAK3 je přenos signálu po navázání molekuly na receptor.
- SCID s fenotypem T-, B+, NK+

Od předchozí skupiny se odlišuje přítomností NK buněk. Mezi příčiny onemocnění patří absence delta řetězce molekuly CD3 či nepřítomnost řetězce alfa receptoru pro IL-7.

### skupina T-, B-
- SCID způsobený poruchou adenosindeaminázy (ADA), (T-, B-, NK-)

Jedná se opět o autozomálně recesivně dědičný deficit. V důsledku absence ADA dochází k nahromadění toxických produktů metabolismu purinů v lymfocytech. Deficit se projevuje těžkou lymfopenií (především B, T a NK buňky). Dále se vyskytují kostní abnormality.
- SCID s fenotypem T-, B-, NK+

Charakteristický je deficit B a T lymfocytů a přítomnost NK buněk. Mezi příčiny deficitu patří mutace enzymů RAG1 a RAG2. Tyto rekombinázy (enzymy) jsou zodpovědné za rekombinaci genů v procesu V(D)J rekombinace, při kterém dochází k přeskupování jednotlivých segmentů. Dále může být deficit způsoben mutací proteinu Artemis, který rovněž hraje roli v rekombinačním procesu. Do této skupiny onemocnění můžeme dále zařadit retikulární dysgenezi. Postiženy jsou zde především kmenové buňky a dochází k bloku lymfoidní a myeloidní diferenciace.

## Plošný screening u novorozenců
1. ledna 2022 začal pilotní projekt novorozeneckého screeningu, jehož cílem bylo rozšířit tento program o spinální muskulární atrofii (SMA) a těžkou kombinovanou imunodeficienci (SCID). Tento pilotní projekt trval dva roky a od 1. ledna 2024 jsou obě tyto choroby zařazeny do programu novorozeneckého screeningu.